# La Mort de Mario Ricci
Pour plus de détails, voir Fiche technique et Distribution.
La Mort de Mario Ricci est un film franco-ouest-germano-suisse réalisé par Claude Goretta, sorti en 1983.

## Synopsis
Le journaliste de télévision Bernard Fontana arrive dans une petite ville suisse pour interviewer un sociologue allemand spécialiste de la faim dans le monde. Durant son séjour, le journaliste est intrigué par un accident de voiture dans lequel un jeune immigré italien a été tué. Patiemment, il tente de résoudre l'énigme et de démontrer qu'une accusation d'assassinat envers le garagiste du village est non fondée. L'interview se termine, avec des résultats surprenants.

## Fiche technique
Sauf indication contraire, les informations mentionnées dans cette section peuvent être confirmées par la base de données cinématographiques Unifrance,  présente dans la section « Liens externes ».
- Titre original français : La Mort de Mario Ricci
- Titre allemand : Der Tod des Mario Ricci
- Réalisation : Claude Goretta
- Scénario : Claude Goretta et Georges Haldas
- Photographie : Hans Liechti
- Montage : Joële Van Effenterre
- Musique : Arié Dzierlatka
- Décors : Yanko Hodjis
- Costumes : Michèle Maurel
- Production : Norbert Chalon, Daniel Messère, Yves Peyrot et Norbert Saada
- Sociétés de production : France 3, Swanie Productions, Télévision Suisse Romande, Pégase Films, Tele München Gruppe (de)
- Pays de production :  Suisse /  France /  Allemagne de l'Ouest
- Format : Couleurs par Eastmancolor - Son mono - 35 mm
- Genre : drame
- Durée : 100 minutes
- Date de sortie :
  - France : 8 mai 1983 (Festival de Cannes 1983) ; 25 mai 1983 (sortie nationale)
  - Allemagne de l'Ouest : Juin 1983 (Festival du film de Munich 1983) ; 23 septembre 1983 (sortie nationale)

## Distribution
- Gian Maria Volonté : Bernard Fontana
- Magali Noël : Solange
- Heinz Bennent : Henri Kremer
- Mimsy Farmer : Cathy Burns
- Jean-Michel Dupuis : Didier Meylan
- Michel Robin : Fernand Blondel
- Lucas Belvaux : Stephane Coutaz
- Claudio Caramaschi : Giuseppe Cardetti
- Roger Jendly : Francis
- Bernard-Pierre Donnadieu : Jacky Vermot
- Jean-Claude Perrin : Edgar Simonet
- André Schmidt : Maurice Coutaz
- Bernard Soufflet : Gérard Simonet
- Claude-Inga Barbey : Sylvia Deruaz
- Neige Dolsky : Mathilde Blondel
- Michèle Gleizer : Jeanine

## Distinctions
- Festival de Cannes 1983 : Prix d'interprétation masculine pour Gian Maria Volonté